# Uropyxis arisanensis
Uropyxis arisanensis är en svampart som först beskrevs av Hirats. f. & Hashioka, och fick sitt nu gällande namn av S. Ito & Muray. 1951. Uropyxis arisanensis ingår i släktet Uropyxis och familjen Uropyxidaceae.   Inga underarter finns listade i Catalogue of Life.